# قيثارة مورسكية
القيثارة المورسكية (بالإسبانية: guitarra morisca)‏ أو ماندورا العصور الوسطى هي آلة وترية منقورة، وهي آلة عودية ذات جسم بارز التقعر ورأسها عبارة عن منجل. يعود جزء من مميزات الآلة إلى قصيدة كتاب الحب الفاضل للشاعر خوان رويز، والتي تعود لحوالي سنة 1330 وتصف «الغيتيرنا المورسكية» بأنه «كبير الحجم». قد سكون السبب وراء استعمال نعت morisca (مورسكية) المرتبط بguitarra (قيثارة) هو التفريق بينه وبين النوع اللاتيني الشائع، وذلك حين كان القيثار المورسكية محدود الشيوع في القرن 14.
ظهرت في أوائل القرن 9 وذكرت في كانتيجاس دي سانتا ماريا، كما ذكرها جوهانيس دي غروتشيو (حوالي 1300) والذي سماها quitarra sarracénica. ابتداء من القرن 14 أصبحت تعرف بمصطلح "guitarra morisca" الذي اخترعها خوان رويز في كتاب الحب الفاضل. تعتبر الآلة خليطا بين القيثارة اللاتينية وآلة العصور الوسطى العودية التي تعزف عادة بالأصابع أو الريشة.
أصل الآلة هو العود العربي ذي أربعة أوتار الذي أحضره المورسكيون إلى شبه الجزيرة الإيبيرية في القرن 8. القيثارة المورية هي أصل القيثارة الحديثة. ابتداء من القرن 14 أصبح يشار للقيثارة المورسكية باستخدام كلمة غيتار ببساطة.
القيثارة المورسكية آلة غير معروفة بشكل كبير تم التعرف عليها بشكل أساسي من الصور. ذكر خبير الآلات القديمة فرانسيس ويليام غالبين الآلة في كتابه Old English Instruments of Music (ص 21-22) وسماها "Guitare Moresca" أو "Chittara Saraacenica" ووصف «عنقها الطويل، وجسمها بيضوي الشكل ومؤخرتها الدائرية»، كما شعر بأنها مرتبطة بآلة الماندورا.

## وصلات خارجية
- صفحة بالإسبانية حول الماندورا والقيثارة المورسكية
- صفحة بالإسبانية تفهرس آلات من بينها القيثارة المورسكية
- كتاب The British Museum Citole: New Perspectives يحتوي على معلومات مفيدة حول هذه الآلة (ص 93-103)
- إعادة تشكيل حديثة للآلة بناء على صورة كاثدرائية تشفالو